# Rodrigo Rochet
Rodrigo Andrés Rochet Clasen (Santiago, 10 de abril de 1973-Colina, 24 de marzo de 2020) fue un actor y empresario chileno.

## Biografía
Hijo del empresario Pablo Rochet, fue el primero de cuatro hermanos. Estudió comunicaciones en la Pontificia Universidad Católica de Chile. Tuvo tres hijas, Rafaela, Augusta y Dominga.
Actuó en varias teleseries de Canal 13 durante el apogeo del género y participó en el programa de televisión Venga conmigo, de la misma emisora como presentador del segmento Generación 2000 entre 1999 a 2000. Posteriormente se radicó en México, donde participó en la telenovela de Televisa El precio de tu amor, y en los Estados Unidos.
En 2004 regresó a Chile, mismo año en que fundó la empresa Acosmic, dedicada al rubro del papel.

## Muerte
Falleció a los 46 años en Colina, el 24 de marzo de 2020, a consecuencia de un accidente del helicóptero que pilotaba.

## Filmografía

### Cine
- Mi famosa desconocida (2000)

### Telenovelas
- Estúpido Cupido (1995)
- Marrón Glacé, el regreso (1996)
- Eclipse de luna (1997)
- Amándote (1998)
- Cerro Alegre (1999)
- Sabor a ti (2000)
- El precio de tu amor (2000)